# Национальная статистическая служба Великобритании
Национальная статистическая служба (англ. Office for National Statistics, ONS, валл. Swyddfa Ystadegau Gwladol, SYG) — служба в Великобритании, в компетенции которой входит сбор и обработка статистической информации об экономико-демографической обстановке на национальном или региональном уровне. Помимо этого ONS следит за состоянием экологии, преступности, туризма, детского школьного образования и политической ситуации.
Служба была основана в 1996 году через слияние Центральной статистической службы (англ. Central Statistical Office, CSO) и Службы по переписи населения и общественным опросам (англ. Office of Population Censuses and Surveys, OPCS). С 2008 года по закону «Об обслуживании статистики и регистрации» служба является неминистерской.
В службе работает около 3000 сотрудников. Генеральный директор — Стивен Пеннек. Бюджет за 2009—2010 год составлял 206,5 миллионов фунтов стерлингов. Отделения службы располагаются в Ньюпорте (недалеко от Офиса интеллектуальной собственности Великобритании и Tredegar House), Тичфильде и Хемпшире. Небольшой офис находится также в Лондоне.